# パリペリドン
パリペリドン（英語: Paliperidone）は、非定型抗精神病薬であり、リスペリドンの活性代謝物（9-ヒドロキシリスペリドン）である。両成分は、共にヤンセン ファーマ社から発売されている。
2006年12月20日にアメリカ食品医薬品局 (FDA) に統合失調症の治療薬として承認された。日本では2011年より、ヤンセンファーマから錠剤がインヴェガ (Invega)、持効性注射剤がゼプリオン (Xeplion) として販売された。統合失調症の他に、アメリカ合衆国では統合失調感情障害にも適応症がある。
2014年には、ゼプリオン水懸筋注を使用中の患者の複数の死亡症例（ただし因果関係は不明）から厚生労働省より安全性速報が出され、使用上の注意が改定された。

## 薬理
脳の中枢に直接作用し、ドパミンD2受容体拮抗作用ならびにセロトニン5-HT2A受容体拮抗作用により、統合失調症の陽性症状および陰性症状を改善する作用がある。さらに、α1ならびα2アドレナリン受容体、ヒスタミンH1受容体にも拮抗作用を有する。

## 効能・効果
統合失調症

## 禁忌
- 昏睡状態の患者
- バルビツール酸誘導体などの中枢神経抑制剤の強い影響下にある患者
- アドレナリン、クロザピンを投与中の患者
- 本剤の成分、パリペリドンおよびリスペリドンに対し過敏症の既往歴のある患者
- 中等度から重度の腎機能障害患者（クレアチニン・クリアランス50mL/分未満）

## 重大な副作用
- 悪性症候群（Syndrome malin）
- 遅発性ジスキネジア

- 麻痺性イレウス
- 抗利尿ホルモン不適合分泌症候群（SIADH）
- 肝機能障害（4.2%）、黄疸
- 横紋筋融解症
- 不整脈（0.6%）
- 脳血管障害
- 高血糖（1.3%）、糖尿病性ケトアシドーシス、糖尿病性昏睡
- 低血糖（0.3%）
- 無顆粒球症、白血球減少（0.3%）
- 肺塞栓症、深部静脈血栓症
- 持続勃起症
- アナフィラキシー（筋注製剤のみ）

（頻度未記載は頻度不明）

## 特徴
カプセルはOROSという腸管での浸透圧を利用した特殊な薬物放出制御構造を採用しており、カプセル外皮の一方にはレーザーで開けた孔、内部に薬物層2層（小腸用、大腸用で濃度を調整している）、孔の反対側にプッシュ層がある。カプセル周囲も薬物でコーティングされている。服用すると間もなく表面コートが溶け出し、素早く血中濃度を上昇させ、次にプッシュ層が水分浸透で膨張し薬物層を穿孔から押し出すことで24時間にわたり持続的に効果を保つしくみである。放出を終えたカプセルは外見はそのままの形で糞便中へ排出される。ドラッグデリバリーシステムの一種といえる。その為、この薬は、噛んだり、割ったり、砕いたり、溶かしたり、しないでそのまま飲み込むことが必要である。
他の向精神薬との併用は禁忌。

## 死亡事故
日本では「ゼプリオン水懸筋注」が2013年11月から発売され、推定約19,000人が使用したが、2014年4月17日、厚生労働省は、同16日までの約半年間で、21人が死亡したと発表した。2016年6月21日には85名の死者が出ている。本剤との因果関係は不明だが、特定非営利活動法人地域精神保健福祉機構の調査では、他の向精神薬に比べて、ゼプリオン注射による死亡者が圧倒的に多い。
内、14例の死因は心筋梗塞、多臓器不全、肺炎などで、半数は不明。12例は他の抗精神病薬と併用していた。使用から死亡するまでの期間は3～107日だった。また50歳代が最も死亡例が多かった。84の国と地域で承認されているが、発売から短期間の死亡例は、日本以外では報告されていない。

## 販売
2006年12月20日にアメリカ食品医薬品局 (FDA) に統合失調症の治療薬として承認された。
日本では2010年10月27日に、アメリカのジョンソン・エンド・ジョンソンの日本法人である、ヤンセンファーマが製造販売承認を取得。2011年1月17日に錠剤がインヴェガ、注射剤がゼプリオンとして発売された。